# Alright
«Alright» (с англ. — «В порядке») — сингл американского хип-хоп исполнителя Кендрик Ламар, из его третьего студийного альбома To Pimp a Butterfly. Это веселый сингл о надежде на фоне борьбы с самим собой. Во время припева используется вокал сопродюсера песни Фаррелла Уильямса, но в титрах он не указан. Выпущен для трансляции на радио в качестве четвёртого сингла с альбома 30 июня 2015 года. Большинство музыкальных изданий считают сингл и музыкальное видео одними из лучших в 2015 году, выделяя идею в социальном контексте того времени. Получил четыре номинации на 58-й церемонии вручения премии «Грэмми»: Песня года, Лучшее музыкальное видео, Лучшее рэп-исполнение и Лучшая рэп-песня и выиграл два последних. Был номинирован на премию видео года на MTV Video Music Awards.
Песню связывают с движением Black Lives Matter после того, как на нескольких молодёжных протестах люди скандировали припев, а некоторые публикации назвали сингл «объединяющим саундтреком» движения.
В 2019 году Pitchfork назвал её лучшей песней 2010-х годов.

## Вдохновение и композиция
Через шесть месяцев после создания бита Фаррелл Уильямс придумал ключевую фразу и сумел вдохновить Ламара на поиски правильного текста. Фраза: «We gon' be alright!» (рус. Мы будем в порядке) позволила Ламару использовать присущий ему символизм для лирики песни, которая в конечном итоге нашла отклик во всем движении Black Lives Matter. В интервью MTV News Ламар сказал, что его вдохновила поездка в Южную Африку, где он увидел проблемы людей в стране: «Их борьба была в десять раз тяжелее». Сингл начинается со строк из эпистолярного романа Элис Уокер «Пурпурный цвет»: «Мне приходилось бороться всю мою жизнь». Ламар представляет слушателю персонажа «Люси», которая играет важную роль в альбоме.

## Критика
Billboard поставил сингл на восьмое место в своем чарте на конец 2015 года: «Ламар превратил свою борьбу в волнующую душу послание». Во втором списке лучших хип-хоп песен года Billboard поместил его на третье место. Village Voice по итогам ежегодного опроса критиков Pazz & Jop назвал его четвёртым лучшим синглом, выпущенным в 2015 году. Глен Гамбоа, редактор газеты Newsday, назвал лучшей песней года. По данным более чем 35 источников, агрегатор обзоров Acclaimed Music поставил на четвёртое место в списке лучших песен 2010-х годов. В 2018 году Rolling Stone поместил на 13-е место в своем списке «100 величайших песен столетия на данный момент». Нейт Чинен из газеты The New York Times поставил в начало своего списка «Лучшие песни 2015 года», добавив, что «куплеты содержат много внутренней борьбы, а выступление одно из самых вдохновляющих». Занимает первую позицию чартах Pitchfork «100 лучших песен 2015 года» и «200 лучших песен 2010-х годов». Consequence of Sound поместил на первое место в списке «50 лучших песен 2015 года».

## Музыкальное видео
Было выпущено на странице Ламара на сервисе Vevo 30 июня 2015 года. Семиминутный клип снят Колином Тилли и The Little Homies в черно-белом цвете. В видео Ламар выступает стоя на светофоре в Лос-Анджелесе, Калифорния.

### Сюжет
Музыкальное видео начинается с демонстрации кадров из жизни в гетто. Ламар начинает читать рэп сидя в машине вместе со своей группой Black Hippy, в которую входят Schoolboy Q, Ab-Soul и Jay Rock. Машину несут на руках четверо полицейских. Далее Ламар летит через Калифорнию, в то время как его группа разбрасывает деньги из окон машины. Танцоры выступают на улицах. В конце видеоклипа Ламар стоит на фонарном столбе и полицейский стреляет в него. Рэпер падает на землю, но завершает свой монолог с улыбкой.

### Критика
Pitchfork назавал музыкальное видео лучшим в 2015 году, подчеркнув «полет Ламара над улицами Лос-Анджелеса — одино из самых захватывающих и раскрепощающих изображений года». Consequence of Sound поместили видео на первое место в списке «5 лучших музыкальных клипов 2015 года», заключив: «Видео показывает печальное и жалкое состояния многих городов: кривые полицейские, горящие машины, заброшенные здания и мрачный фон урбанизации. Он одновременно мощный, душераздирающий, мрачный и обнадеживающий». Журнал Spin также включил видео в список «25 лучших музыкальных клипов 2015 года». Эрик Дакер из журнала Rolling Stone написал: «Ламар выступает в роли харизматичного, но уязвимого супергероя», а также похвалил работу режиссёра Колина Тилли, который сопоставляет прекрасно сложное и противоречивое видение Ламара". Редактор поместил видео на шестое место в статье «10 лучших музыкальных клипов 2015 года». Slant Magazine назвал 4-м лучшим видео года. Получил семь номинаций на MTV Video Music Awards 2015 и победил в номинации Лучшая режиссура.

## Живые выступления
Ламар впервые исполнил сингл на 15-й церемонии вручения наград BET Awards 28 июня 2015 года. Во время выступления стоял на разрисованной граффити полицейской машине, а на заднем плане развивался гигантский американский флаг. Херальдо Ривера из Fox News назвал выступление «отвратительным» и раскритиковал Ламара, заявив, что «хип-хоп в последние годы нанес афроамериканцам больше вреда, чем расизм». Позже Ламар ответил на комментарии Риверы коротким видео, в котором говорится: «Как вы можете превратить послание надежды в ненависть?».
Был исполнен в туре Kunta’s Groove Sessions. Ламар и Уильямс вместе исполнили сингл на ежегодном рождественском концерте радиостанции Power 106 в Калифорнии. Ламар исполнил попурри из песен «The Blacker the Berry» и «Alright» на 58-й церемонии вручения премии «Грэмми». Rolling Stone и Billboard назвали выступление лучшим моментом ночи. Эд Масли из azcentral написал: «Это было одно из лучших живых выступлений на телевидении в истории».